# Kunyaza
Kunyaza è il nome dato in Ruanda-Rundi a una pratica sessuale scoperta nella regione dei Grandi Laghi dell'Africa orientale che ha lo scopo di facilitare l'orgasmo femminile e l'eiaculazione femminile durante il rapporto.

## Terminologia
La parola ruanda-rundi kunyaza deriva dal verbo kunyaàra, che significa "urinare" ma indica anche l'eiaculazione femminile ottenuta con tale pratica. Conosciuta con vari nomi in diverse regioni, il termine regolare ugandese è kakyabali (spesso kachabali traslitterato nell'ortografia anglicizzata) o "Western Jazz" in gergo, a causa della sua prevalenza nelle regioni occidentali come Ankole. Poiché il termine è ora utilizzato dalle fonti in lingua inglese in Europa e Nord America, può essere considerata una parola inglese di origine africana.

## Estensione geografica
La pratica del kunyaza è presente in particolare in Ruanda, Burundi, Uganda occidentale, Tanzania occidentale e Repubblica Democratica del Congo orientale. Un sondaggio del 2008 con intervistati maschi ruandesi ha suggerito che le donne europee che visitano il paese vengono introdotte alla pratica da uomini locali. Durante gli anni 2010, la pratica si è diffusa attraverso i social media in Kenya.

## Storia
Il Kunyaza è generalmente considerati una pratica tradizionale in Ruanda. La tradizione popolare suggerisce che risalga al dominio della Terza Dinastia: secondo la storia, la regina scelse una delle sue guardie con cui fare sesso, ma quest'ultima soffrì di ansia da prestazione e non riuscì a penetrarla. Invece, il suo pene che sfregava contro le sue labbra e la sua clitoride le dava soddisfazione.

## Tecnica
Pubblicizzato dal Dr. Nsekuye Bizimana come mezzo sicuro per raggiungere l'orgasmo femminile, spesso sotto forma di eiaculazione, kunyaza prevede una fase non penetrativa e una penetrativa in sequenza:
1. Il partner maschile stimola prima le piccole labbra della partner femminile picchiettando e anche strofinando con il proprio pene e poi, a un certo livello di eccitazione, procede a stimolare le superfici interne delle piccole labbra e del vestibolo vulvare, compreso il meato urinario allo stesso modo, seguita dalla stimolazione della clitoride, del vestibolo vulvare, delle piccole labbra e dell'apertura vaginale.[9] Si consiglia la rimozione dei peli pubici della partner femminile per una manipolazione più confortevole del pene.[10]
2. Il partner maschile penetra nella vagina con spinte superficiali (gucuga) all'apertura vaginale alternate con spinte profonde (gucumita) spingendo contro la cervice mantenendo movimenti circolari esagerati tra le pareti della vagina in modo "avvitato" durante la penetrazione, spesso facilitando il movimento tenendo il pene tra il medio e l'indice.[11][12]

Tuttavia, altri ricercatori sottolineano che la versione introdotta dal Dr. Bizimana devia dalla tradizionale kunyaza omettendo completamente la tecnica di allungamento delle labbra della gukuna, che in realtà è vista come parte integrante del kunyaza.

## Significato
Poiché kunyaza implica un impegno di tempo e, da parte dell'uomo, moderazione, viene postulato come un chiaro indice di relazione. "Un uomo pratica kunyaza solo a una donna a cui tiene veramente, mentre sarebbe strano che praticasse kunyaza a una prostituta".
Kunyaza è "la tecnica più semplice ed efficace per ottenere l'eiaculazione femminile", secondo l'educatrice americana di salute sessuale Angelica Lindsey-Ali, nota anche come The Village Auntie ("La zietta del villaggio"). La sessuologa ruandese Vestine Dusabe ha affermato che il 90% delle donne sperimenta l'eiaculazione femminile dovuta a kunyaza.
Kunyaza è una pratica eterosessuale consigliata alle donne per ottenere il piacere sessuale senza penetrazione, secondo la rivista femminile internazionale Cosmopolitan.

## Nei libri e nei media
Una versione formulata di kunyaza è stata presentata al pubblico occidentale nei libri Weiblicher Orgasmus und weibliche Ejakulation dank afrikanischer Liebeskunst (2005) e Le secret de l'amour à l'africaine (2008) dallo specialista di medicina tradizionale Nsekuye Bizimana, un ruandese con sede in Germania. Una traduzione cinese di Le secret de l'amour à l'africaine è stata pubblicata a Hong Kong nel 2010.
Kunyaza e altre pratiche sessuali ruandesi sono state presentate nel documentario di TV5 Québec Canada Le Sexe autour du monde: Rwanda andato in onda nel gennaio 2011. Il DVD didattico Kunyaza - Afrikanische Liebeskunst del regista di film erotici Pierre Roshan è stato distribuito da German IntimateFilm nel 2011. La pratica (sotto il nome ugandese kachabali) era un argomento nel documentario di SBS One The Sunny Side of Sex: Uganda andato in onda nel dicembre 2012. La rivista ProSieben Unter fremden Decken ha trasmesso l'episodio Sex in Ruanda incentrato su kunyaza nel novembre 2013.
Nel 2016, il documentario Sacred Water del regista belga Olivier Jourdain, che ha come soggetto kunyaza, è stato presentato in anteprima all'International Documentary Film Festival di Amsterdam. Il documentario è stato pubblicato su DocsOnline nel 2017.
Kunyaza: The Secret to Female Pleasure (2018), del nigeriano britannico Habeeb Akande, è il primo libro pubblicato sull'argomento in inglese.
Nel maggio 2020, il BBC World Service ha trasmesso The Orgasm Gap, come parte della sua stagione Life Changes. Le due giornaliste, chiamate solo Lily e Kay, esplorano l'omissione del piacere sessuale dall'educazione sessuale nel Regno Unito e si recano in Ruanda per scoprire Kunyaza, una pratica che si concentra sul piacere sessuale femminile, portando la donna all'orgasmo, e "spruzzare", quella che viene chiamata "acqua sacra". Lì hanno intervistato la sessuologa Vestine Dusabe, ma si sono preoccupati di scoprire che l'allungamento delle labbra era una pratica culturale associata.